# Mantinae
Sous-famille
Les Mantinae sont une sous-famille d'insectes, sous-classe des Pterygota, super-ordre des Polyneoptera, ordre des Mantodea, famille des Mantidae.

## Dénomination
La sous-famille a été décrite par l'entomologiste Hermann Burmeister en 1838 sous le nom de Mantinae.  

### Nom vernaculaire
- Mantinés en français.

## Taxinomie
Liste des tribus et genres
Selon NCBI (20 déc. 2015) :
- Tribu Archimantini
  - Archimantis
  - Austrovates
- Tribu Mantini
  - Mantis
  - Omomantis
  - Pseudomantis
  - Statilia
- Tribu Paramantini
  - Bisanthe
  - Camelomantis
  - Hierodula
  - Hierodulella
  - Paramantis
  - Rhombodera
  - Sphodromantis
  - Tamolanica
  - Tarachomantis
- Tribu Polyspilotini
  - Plistospilota
  - Polyspilota
  - Prohierodula
  - Tenodera